# كوليغاة
كوليغاة (بالألمانية: Kollegah)‏‏ (3 أغسطس 1984 في فريدبرغ هسن - ) رابر من ألمانيا.

## روابط خارجية
- كوليغاة على موقع ميوزك برينز (الإنجليزية)
- كوليغاة على موقع أول ميوزيك (الإنجليزية)
- كوليغاة على موقع ديسكوغز (الإنجليزية)